# Adhatoda densiflora
Adhatoda es un género monotípico de plantas con flores perteneciente a la familia Acanthaceae. El género tiene 149 especies  de hierbas descritas y de estas solo una aceptada. Su única especie, Adhatoda densiflora, es originaria de Sudáfrica.

## Descripción
Es un arbusto peludo grueso; con hojas elípticas, estrechadas en ambos extremos; la inflorescencia es terminal en forma de una panícula con numerosas flores numerosas, la  corola es un tubo corto.

## Taxonomía
Adhatoda densiflora fue descrita por Jacob Warren Manning y publicado en S. African J. Bot. 51(6): 490 (1985)
Sinonimia
- Gendarussa densiflora Hochst.
- Justicia natalensis (Nees) T.Anderson
- Adhatoda natalensis Nees
- Duvernoia trichocalyx Lindau (1895)[4]